# Mariuô

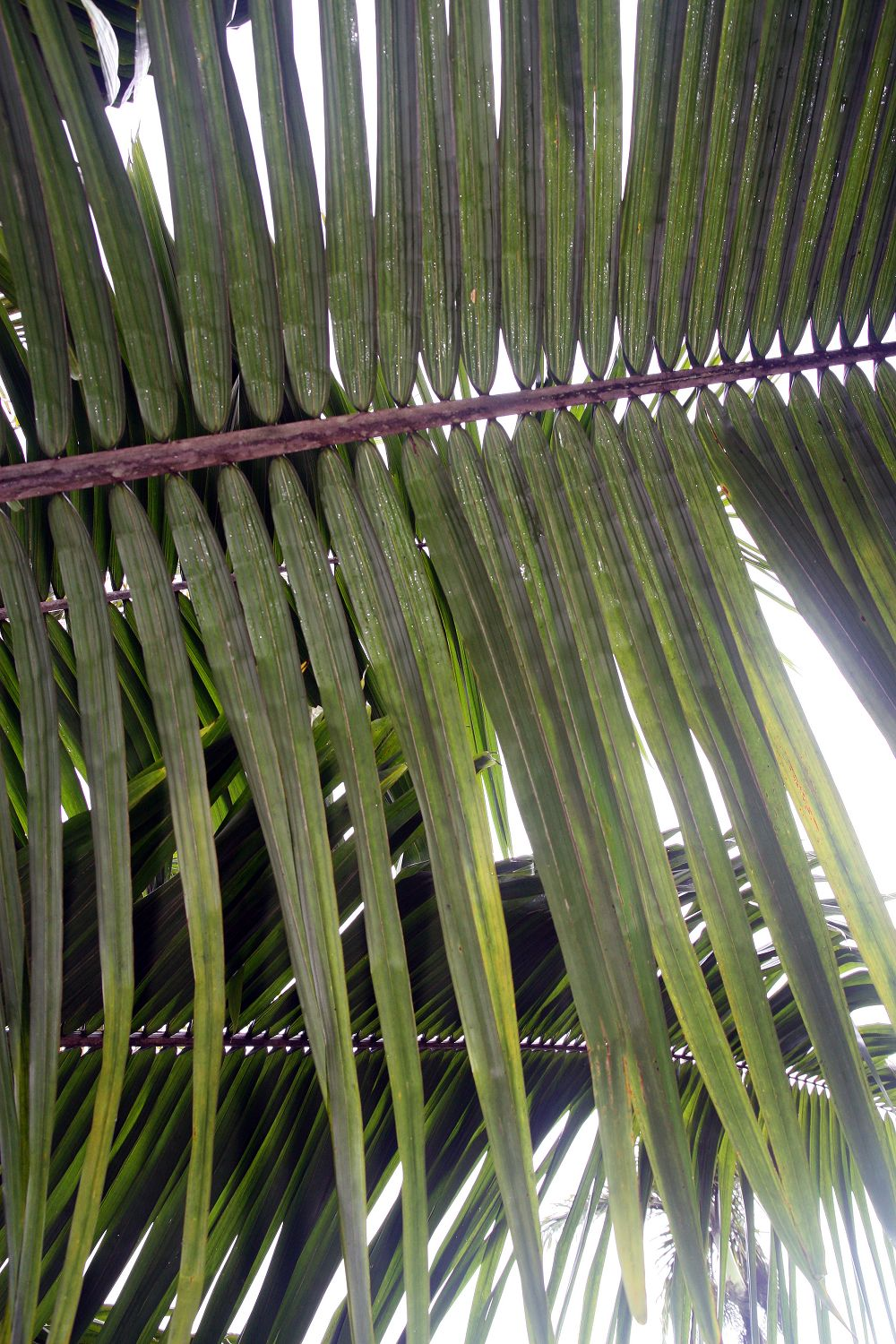
Folha do dendezeiro - Elaeis guineensis

Mariuô (em iorubá: Mariwô), chamado de igi opê pelo povo do santo, é a folha do dendezeiro, de nome científico é Elaeis guineensis, desfiado, utilizado nas portas e janelas dos terreiros de candomblé. O mariuô é consagrado a Ogum, assim, é muito comum vê-lo nos assentamentos e nas vestes deste Orixá.
Segundo o candomblé, a função do mariuô é espantar as energias negativas e espíritos perturbadores, tendo esta função, a Orixá Oiá Ibalé (mais conhecida como Iansã do Balé), a divindade que preside sobre os Eguns, carrega-o também sobre as suas vestes.
Todo integrante do culto aos egunguns é chamado de mariuô.